# Rozseč nad Kunštátem
Rozseč nad Kunštátem – miejscowość i gmina (obec) w Czechach, w kraju południowomorawskim, w powiecie Blansko. W 2022 roku liczyła 565 mieszkańców.